# Malié Korely
Malié Korely (en russe : Ма́лые Коре́лы) est un musée-réserve d'État des bâtiments traditionnels russes en bois de l'oblast d'Arkhangelsk. Situé près du village de Malié Karely dans le raïon du Littoral, à 25 km au sud du centre d'Arkhangelsk, la superficie du territoire est de 139,8 hectares. C'est une destination touristique populaire de la région, et il est classé au titre des objets patrimoniaux culturels de Russie.

## Collections
Le musée comprend la zone d'exposition principale, située à proximité du village de Malié Korely, et trois autres monuments situés ailleurs:
- Le domaine Mariïa Kounitsyna, maison d'un riche pêcheur (début du XXe siècle), à Arkhangelsk ;
- L'église Saint-Nicolas (1581-1584) dans le village de Lyavlia ;
- Ensemble triple d'églises dans le village de Nyonoksa, composé de l'église de la Trinité (1727), de l'église Saint-Nicolas (1762) et du clocher (1834).

La zone principale du musée est divisée en quatre secteurs:
- Le secteur Kargopol et Onega, représentant la partie sud-ouest de l'oblast d'Arkhangelsk, la rivière Onega et les villages autour de la ville de Kargopol ;
- Le secteur de la Dvina, représentant la région de la Dvina septentrionale ;
- Le secteur Mezen, représentant la région de la Mezen ;
- Le secteur Pinega, représentant la région de la Pinega.

## Galerie

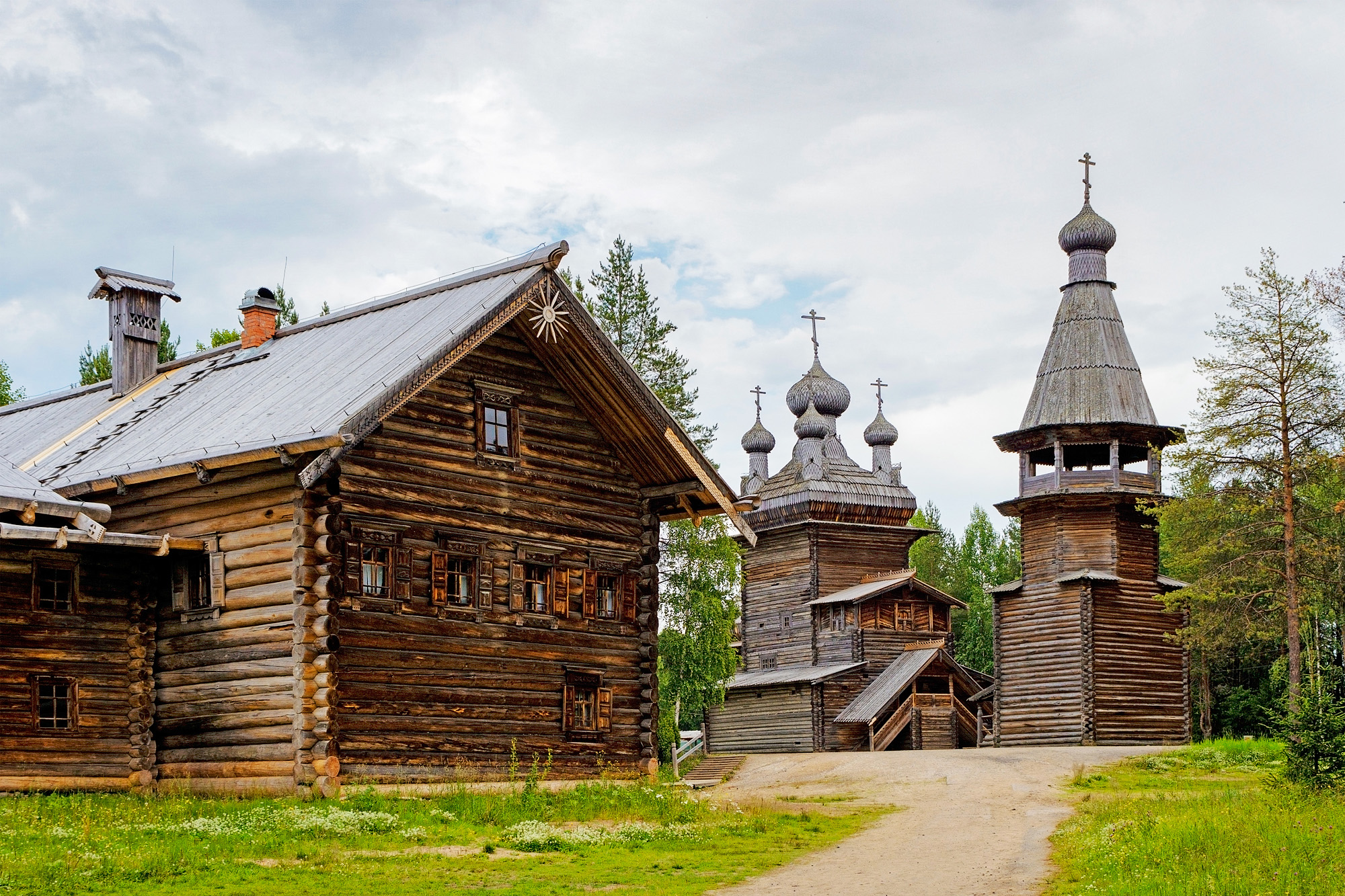
Maison et Église de l'Ascension de Kouchereka.
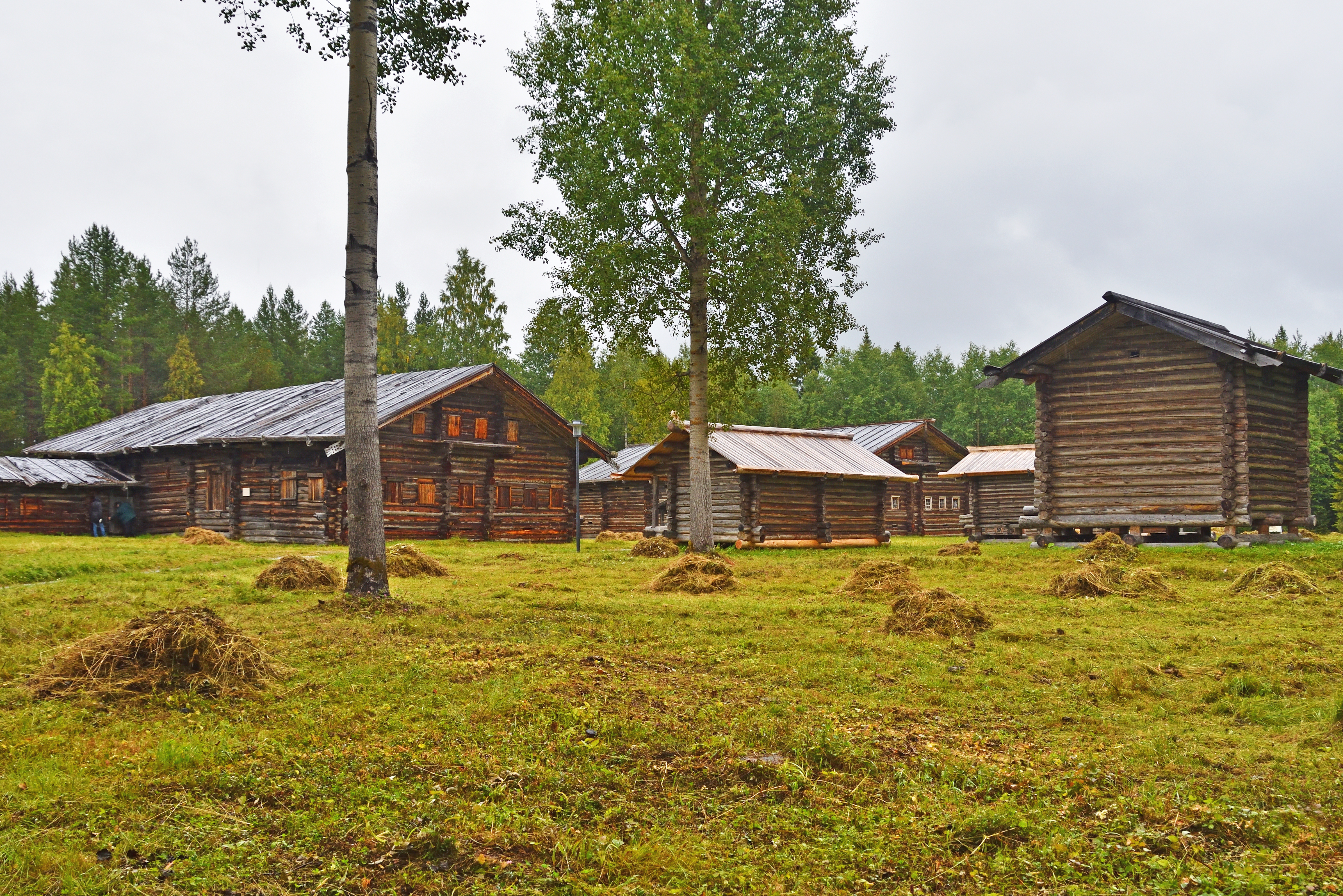
Maisons du secteur de Pinega.
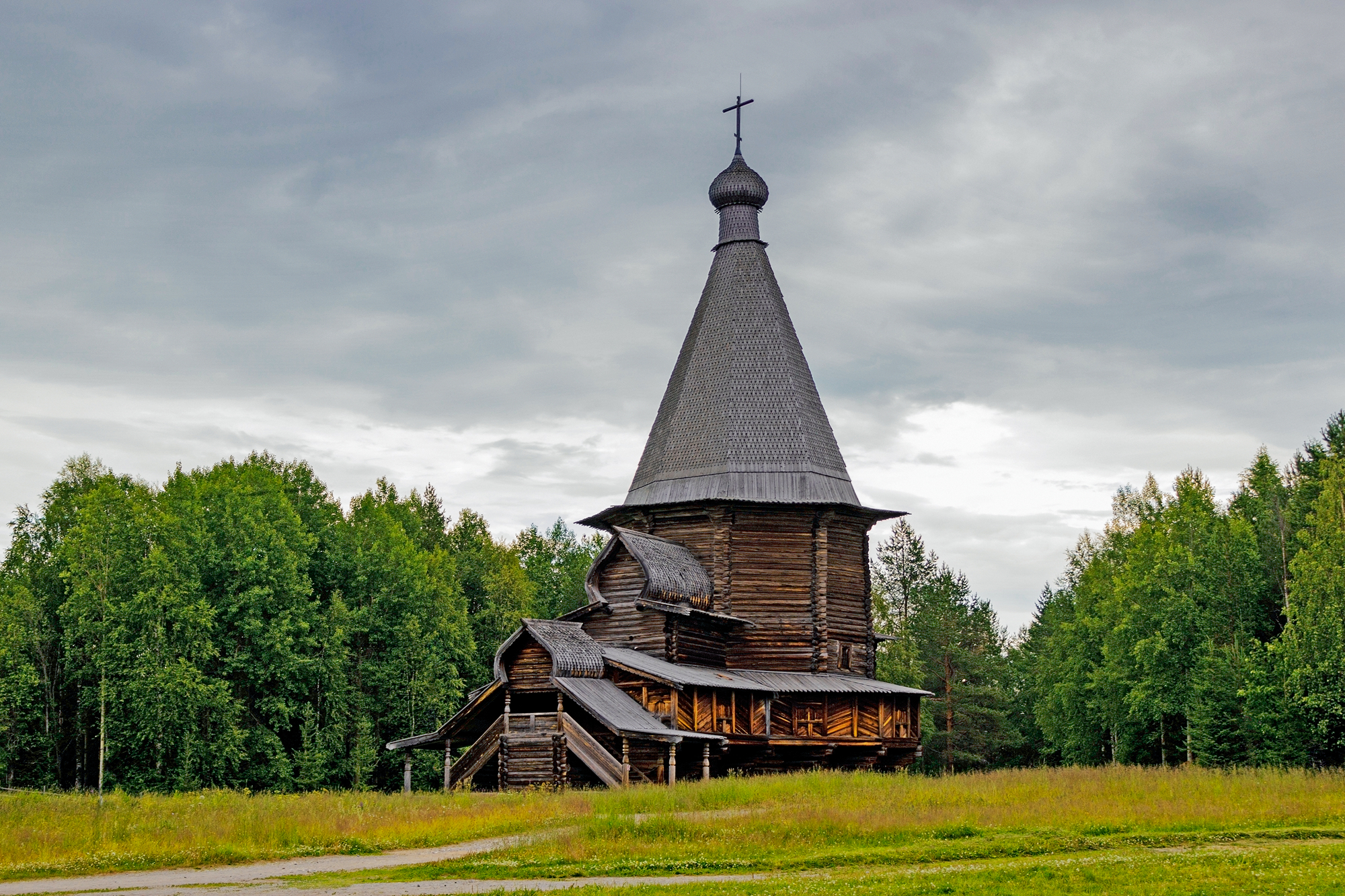
Église Saint-Georges de Verchiny.